# ألين (مركب)

البروبيل ألين أبسط الألينات.

الألين (بالإنجليزية: Allene)‏ هو أحد الهيدروكربونات التي فيه تكون أحد ذرات الكربون متصلة برابطتين مزدوجتين مع ذرتي كربون أخرتين.
وتواجد هاتين الرابطتين في الألين يجعله أكثر نشاطا من الألكين المقابل، فمثلا, نشاطيتهم للتفاعل مع الكلور الغازي أكثر من نشاطية الألكاينات.
وفى الشكل الموجود على اليسار، لو استبدلت المجموعات "a" و"b" ذرات الهيدروجين على الجانب لأيمن والأيسر، يصبح الجزيء كايرال في حالة أن "a" لا تساوى "b". وهذا لأن المجموعتين سيكونا في حالة عمودية عل بعضهما البعض، وبذلك لا يكون للجزيء مستوى تناظر.

## وصلات خارجية
- دليل الكيمياء الفراغية